# Milefólio

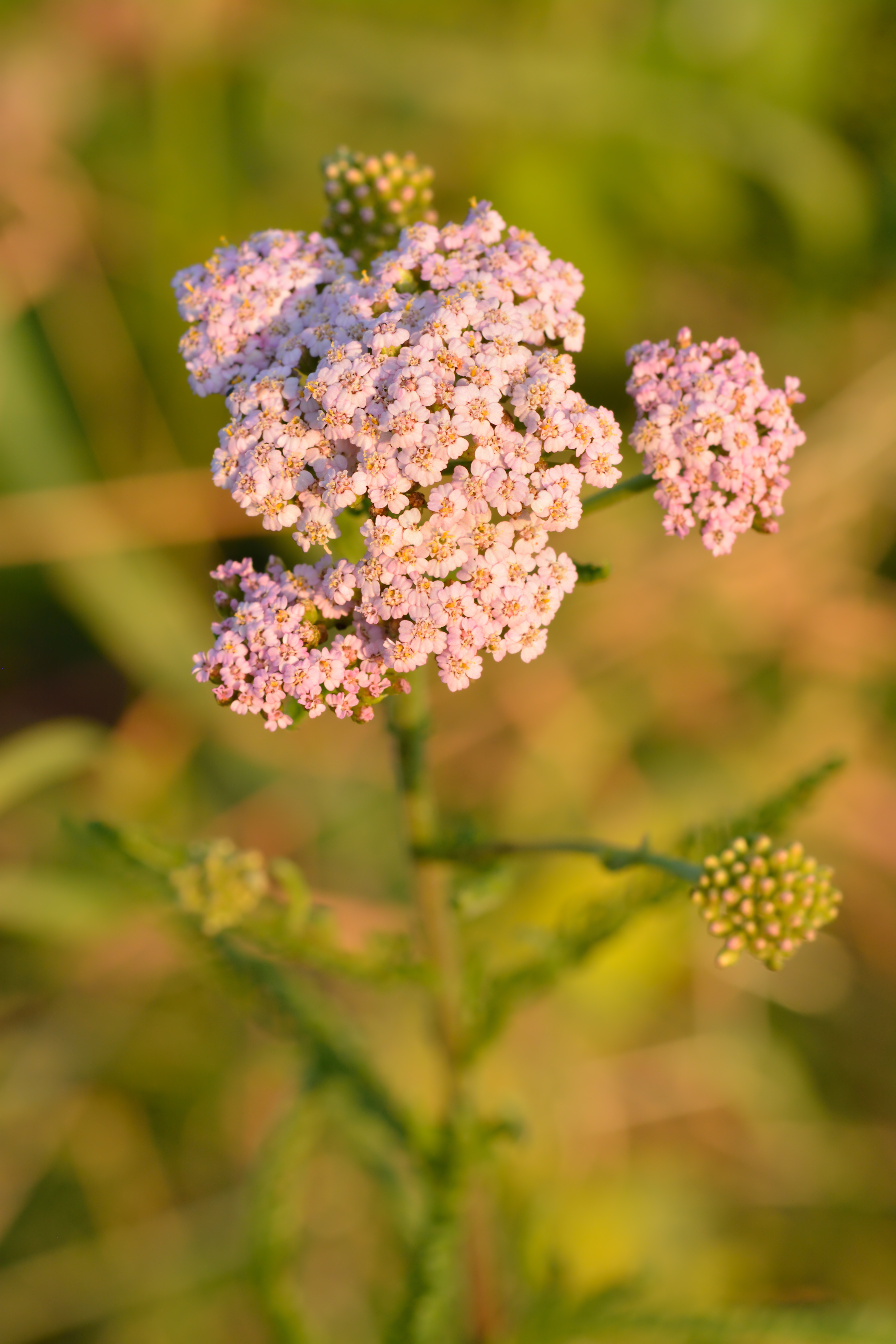

O milefólio, milenrama, erva-dos-carpinteiros, feiteirinha ou mil-folhas (Achillea millefolium) é uma espécie botânica pertencente à família Asteraceae. Sua folha é fragmentada em partes chamadas de folíolos (suspensos a nervura) e foliólulos (suspensos aos folíolos).

## Uso na medicina tradicional
É uma planta usada na medicina popular de grande parte do mundo, seu nome é uma referência à Aquiles herói da mitologia grega e tem ampla utilização nas tradições etnomédicas eurasianas. Empregada como anti-inflamatória, adstringente capaz de tratar doenças espasmódicas, flatulência e dispepsia. Contém óleos essenciais (principalmente azuleno, também presenta na camomila (Matricaria chamomilla ) e flavonoides. Pesquisas recentes sobre sua atividade imunomoduladora sugerem que tanto o seu óleo essencial quanto o extrato etanólico 70% bruto são agentes moduladores da ativação de macrófagos, nas concentrações de 20, 10 e 5 mg/mL   
No Brasil integra a A Relação Nacional de Plantas Medicinais de Interesse ao SUS (RENISUS) é uma lista constituída de 71 espécies vegetais com potencial de gerar produtos úteis para o Sistema Único de Saúde - SUS.